# Pyramide inachevée de Saqqarah sud
La Pyramide inachevée de Saqqarah sud  est de type à faces lisses et se situe à Saqqarah à peu de distance et à l'ouest de la pyramide de Khendjer. On ne sait toujours pas à qui fut destinée cette sépulture datant très probablement de la XIIIe dynastie. Le monument fut exploré et fouillé par Gustave Jéquier entre 1929 et 1930. Très endommagées et toujours méconnues, les ruines révèlent pourtant l'infrastructure la plus complexe jamais élaborée pour un souverain depuis le règne de Khéops, intégrant toutes les innovations faites par les architectes égyptiens durant la XIIe dynastie.

## Description

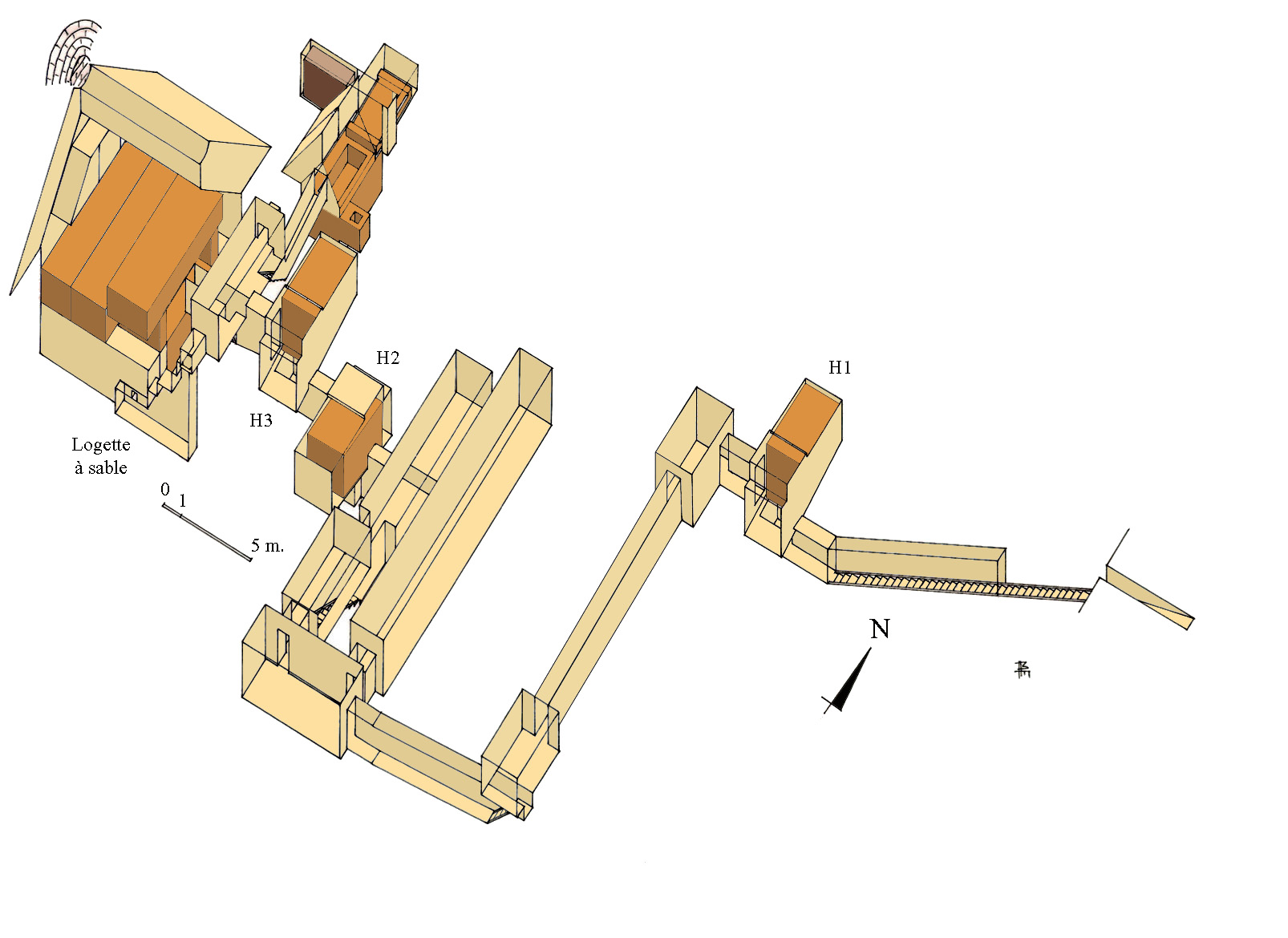
Vue axonométrique des appartements funéraires tels qu'ils ont été découverts

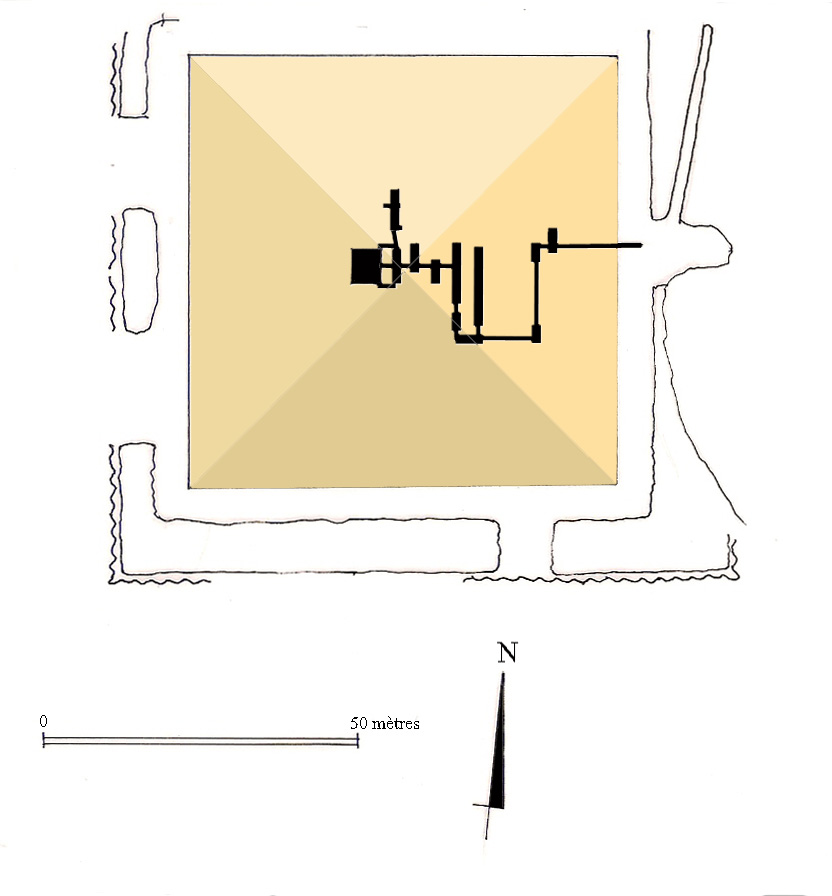
Plan de la pyramide

Le stade d'avancement du complexe ne devait en être qu'à la superstructure de la pyramide laissée inachevée, les éléments cultuels (temple funéraire, chaussée et pyramide satellite) n'ayant même pas été ébauchés. La base d'un mur ondulé en briques, semblable à ceux que l'on retrouve à la pyramide de Khendjer, à la pyramide sud de Mazghouna et à la forteresse de Mirgissa, ceint la pyramide. Des accès étaient aménagés dans le coin nord-est et à l'est de la pyramide afin d'acheminer les matériaux vers le massif.
La pyramide repose sur une plate-forme carrée de 80 mètres de côtés, reposant sur le sol dépourvu de fondations. Un fossé large de 5,50 mètres et profond de 1,80 mètre entourant cette plate-forme, devait accueillir les blocs de pierres constituant le parement de la pyramide. Aucun bloc de pierre n'ayant été découvert, il y a tout lieu de croire que le parement ne fut jamais mis en place.
Tout l'intérêt de la pyramide repose en ses infrastructures, d'une perfection inégalée. L'accès se trouve au milieu de la face est de la pyramide. Débutant sur quelques mètres par une descenderie en pente douce et à ciel ouvert, la pente s'accentue ensuite et c'est un escalier composé de quarante-quatre marches qu'il faut descendre. Le visiteur aboutit à un passage à herse, herse en quartzite laissée dans sa position d'attente lui laissant la liberté de continuer l'exploration après avoir franchi un premier palier. La visite permet tour à tour de traverser six antichambres et des couloirs en plus grand nombre, de contourner trois passages à herse (dont une seulement bloque le passage), et ce, afin de parvenir aux appartements funéraires proprement dits. Cette pyramide est l'une des seules à avoir la particularité de posséder deux caveaux. 

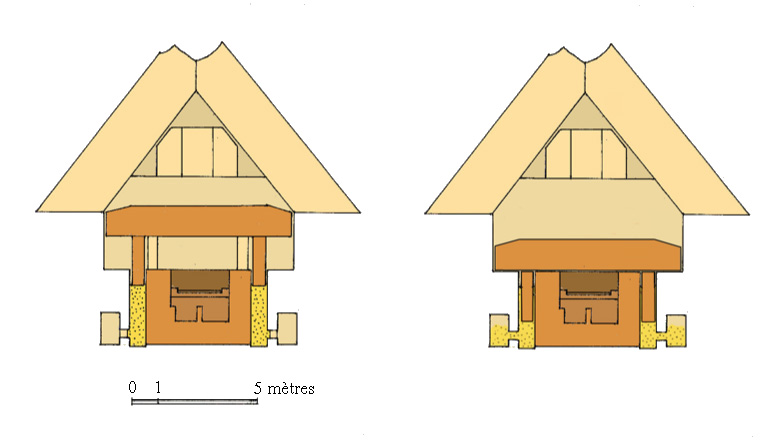
Procédé de fermeture du caveau de la pyramide inachevée

Le caveau principal est ici composé d'un énorme monolithe de quartzite pesant environ cent-cinquante tonnes, évidé de manière à recevoir le sarcophage et la caisse à canopes et recouvert par trois énormes dalles de la même matière, dont l'une est toujours maintenue suspendue par des piles provisoires. L'opération de fermeture devait être mise en œuvre grâce à un très ingénieux procédé apparu à la pyramide de Hawara. La dalle reposait sur quatre piles provisoires et sur deux blocs de quartzite. Ces deux blocs de quartzite reposaient, eux, sur des coussins de sable remplissant deux cavités placées latéralement au caveau. Deux accès avaient été aménagés afin de pouvoir ôter le sable de ces cavités. Ce procédé délicat, effectué simultanément de chaque côté de la cuve, permettait aux dalles de quartzite de descendre sous l'effet de leur propre poids et par là même de clôturer la cuve par l'énorme dalle. Cette dernière devait sceller le caveau une fois les funérailles accomplies. Le souverain n'ayant jamais été inhumé ici, elle est restée dans sa position d'attente, posée sur ses quatre piles provisoires. Le couvercle du sarcophage repose toujours au fond du caveau.

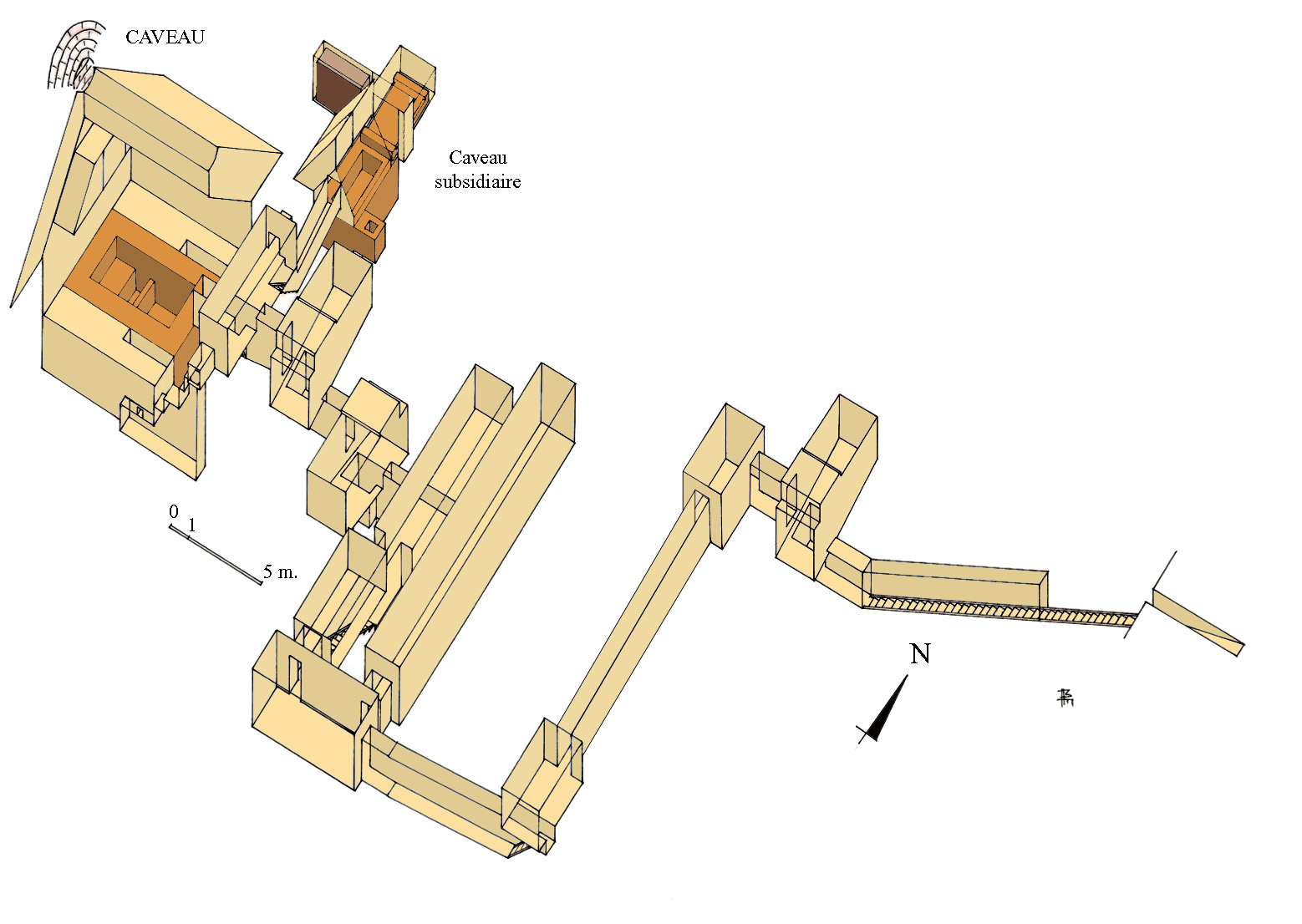
Vue axonométrique des appartements funéraires (détails)

Les Égyptiens avaient conçu, fait peu commun, un second caveau dont le plan est similaire à celui que l'on trouve à la pyramide nord de Mazghouna et à la pyramide d'Amény-Qémaou. Il consiste en une cuve évidée pour recevoir le sarcophage dont le couvercle prend place dans une antichambre. Une fois le sarcophage scellé, une herse de granite devait séparer la cuve de l'antichambre où reposait le couvercle. Cependant, comme dans les pyramides précédemment citées, le couvercle git toujours dans l'antichambre, le sarcophage n'ayant jamais rempli son office. Il est curieux, ici, que les Égyptiens aient pris tant de peine à concevoir un système de séparation entre le sarcophage et l'antichambre où reposait le couvercle, cette antichambre ne communiquant avec rien.
À noter, la découverte par Gustave Jéquier, de deux pyramidions en calcaire juste à l'entrée des souterrains. L'un d'eux est parfaitement taillé et poli, sans inscription et dont la base taillée en biseau devait lui permettre de siéger en haut de la pyramide sans glissement possible. L'autre est resté inachevé, le sommet étant tronqué.

## Particularités du complexe funéraire
- Une des rares pyramides à posséder deux caveaux ;
- Le système de fermeture, très élaboré, du sarcophage de la pyramide ;
- Les systèmes de fermeture avec herses ;
- Les deux pyramidions découverts par G. Jequier;
- Les murs d'enceintes ondulées.